# Benjamin Godard
Benjamin Louis Paul Godard (París, 18 d'agost de 1849 - Canes, 10 de gener de 1895) va ser un compositor i violista francès.
Va ingressar al Conservatori de París, on estudià violí amb Richard Hammer i Henri Vieuxtemps i composició amb Henri Rober. Inicià la seva carrera artística com a violista en diversos grups de cambra.
A l'edat de setze anys, va compondre la primera Sonata per a violí i piano. Com a compositor aconseguí fama gràcies a la seva música de saló i al premi Chartier i el de la Ville de París el 1878 per la seva simfonia dramàtica per a solista, cor i orquestra, Le Tasse. El 31 de gener de 1884 va presentar a Anvers la seva primera òpera, Les Bijoux de Zalamea caiguda posteriorment en l'oblit.
A París durant un temps va donar classes, tenint entre altres alumnes al barceloní Francesc Camaló i Pich, fins que el 1887, va obtenir la plaça de professor del Conservatori de París, i allà tingué molts alumnes, entre ells Alberto Williams, Louis Hasselmans. Amb lletra del chansonier Marc Constantin el 1878 va posar música a l'òpera bufa Les bijoux de Jeannette. La seva obra mestra Jocelyn, segons un poema d'Alphonse de Lamartine, és avui recordada per la cèlebre Berceuse, que mostra el millor del talent líric del compositor. Una altra òpera Le Dante et Béatrice, va ser representada a l'Opéra-Comique de París el 13 de maig de 1890.
Va escriure dues òperes més: La Vivandière, l'orquestració de la qual va ser finalitzada per Paul Vidal i representada per primera vegada a París l'1 d'abril de 1895), i Les Guelphes, estrenada a títol pòstum a Rouen el 17 de gener de 1902.
Godard va compondre també tres simfonies programàtiques: Symphonie gothique (1883), Symphonie orientale (1884) i Symphonie légendaire (1886), un Concert romàntic per a violí i orquestra (1876), dos concerts per a piano, tres quartets de corda, quatre sonates per a violí i piano, una per a violoncel i piano i dos trios amb piano, a més d'una centena de melodies.
La producció de Godard és molt irregular, i les seves obres més substancials, com les sonates per a violí o els estudis per a piano, mostren influències de Mendelssohn i Schumann.

## Homenatges
- Un carrer de París porta el seu nom.